# Paul Guédon
Pour les articles homonymes, voir Guédon.
Paul Guédon, né à Bouillé-Ménard (Maine-et-Loire) le 15 janvier 1890 et mort à Montluçon le 4 juin 1959, est un poète français.
Il est employé dans diverses imprimeries (Argentan, Vimoutiers) et devient en 1922 directeur de l'imprimerie Colin à Mayenne (future imprimerie Floc'h). Lettré, poète, il a été surtout le chantre des arts graphiques. Il a été également correcteur d'imprimerie. Il appréciait particulièrement les « écrivains du peuple ». Nombre de ses poésies ont été publiées dans la Circulaire des protes, l'Encyclopédie des arts graphiques et diverses revues techniques. Il quitte la Mayenne en 1955 pour se retirer à Montluçon.

## Publications
- La Muse à l'imprimerie, Imprimerie Floch (1938)
- Paysages de chez nous, recueil consacré à Mayenne et ses alentours, Imprimerie Floch (1945)
- La Muse chez les typographes (inédit)